# Japan Domestic Airlines
Japan Domestic Airlines Co., Ltd.(日本国内航空, Nihon Kokunai Kōkū) fue el predecesor de Japan Air System.
El 15 de abril de 1964, Nitto Aviation Co., Ltd. (NAL) (日東航空, Nittō Kōkū), Fuji Airlines Co., Ltd. (FAL) (富士航空, Fuji Kōkū), y (North Japan Airlines Co., Ltd. (NJA) (北日本航空, Kita Nihon Kōkū) se fusionaron para formar Japan Domestic Airlines. El 15 de mayo de 1971, la aerolínea se fusionó con Toa Airways para formar Toa Domestic Airlines; el 1 de abril de 1988, la aerolínea fusionada cambió su nombre a Japan Air System.Japan Air System se fusionó con Japan Airlines a principios de la década de 2000.
Casi todos los aviones de la flota de Japan Domestic Airlines eran aviones NAMC YS-11. Ambas aerolíneas mantuvieron una paleta de colores similar desde el principio, generalmente azul y blanco, o con una cola azul. Japan Domestic Airlines se centró principalmente en vuelos entre el continente y las islas, mientras que Toa Japanese Airlines se centró en planes y servicios de vuelos más nacionales en el continente.

## Historia
Tras el fin de la guerra y la reapertura de la aviación civil, surgieron muchas pequeñas aerolíneas regionales locales, pero muchas de ellas enfrentaron dificultades financieras. En ese contexto, el Ministerio de Transporte (actual Ministerio de Tierras, Infraestructura, Transporte y Turismo de Japón) ordenó la fusión de tres aerolíneas que deseaban ingresar a las rutas principales como medida para superar sus problemas financieros: Nitto Airlines (fundada el 4 de julio de 1952), Fuji Airlines (fundada el 13 de septiembre de 1952) y North Japan Airlines (fundada el 30 de junio de 1953). La nueva compañía se estableció el 15 de abril de 1964. Las tres compañías estaban fuertemente relacionadas con grandes corporaciones como Kinki Nippon Railway (Kintetsu) y Tokyu Corporation, lo que dificultó su integración con All Nippon Airways (ANA).

### Primer YS-11 en operación

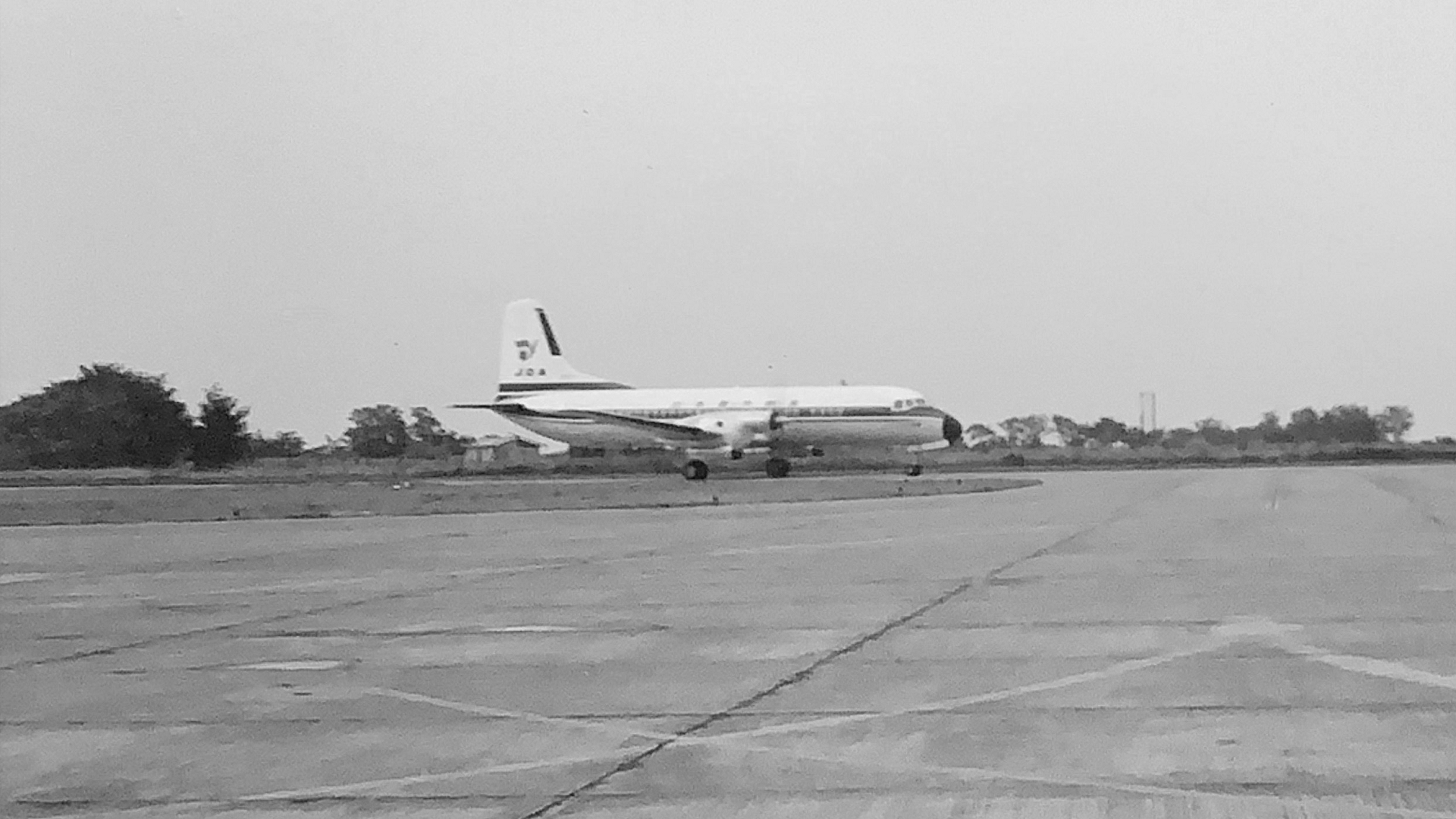
NAMC YS-11 de Japan Domestic Airlines

El YS-11 fue el primer avión de pasajeros civil producido en el país después de la guerra, y el segundo modelo producido en masa fue entregado a Toa Airlines en abril de 1965. Sin embargo, fue Japan Domestic Airlines la primera en poner el avión en servicio en una ruta programada. El YS-11 comenzó a operar en la ruta Tokio - Tokushima - Kochi en abril del mismo año, pero una serie de problemas de equipamiento debido a la falta de tecnología del fabricante se convirtieron en un factor que puso a prueba a las aerolíneas nacionales de Japón.

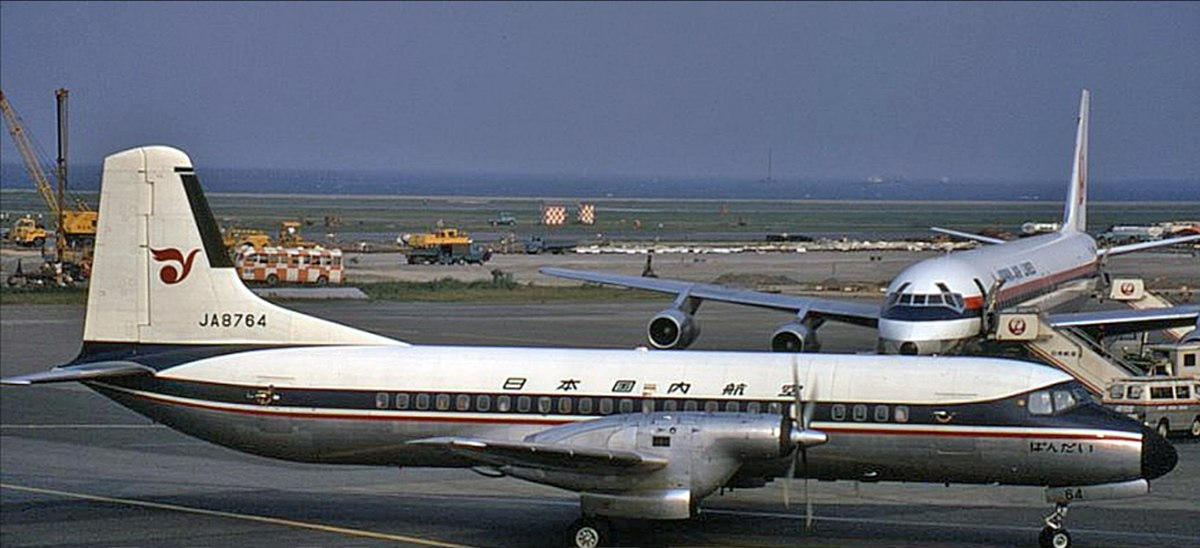
YS-11 de Japan Domestic Airlines (el mismo modelo que el implicado en el accidente del vuelo 63).

En marzo de 1965, la compañía ingresó a las deseadas rutas principales de Tokio - Sapporo y Tokio - Fukuoka con el Convair 880, un avión jet de gran tamaño. En mayo de 1966, también introdujo el Boeing 727 para operar en rutas principales, mostrando una actitud proactiva. Sin embargo, como se explica más adelante, Japan Domestic Airlines enfrentó dificultades en su gestión debido al dominio de dos grandes compañías: Japan Airlines (entonces semiestatal) y All Nippon Airways. Como resultado, los jets de gran tamaño fueron arrendados con tripulación (wet lease) a Japan Airlines y el YS-11 se convirtió en su principal avión.
La gestión de Japan Domestic Airlines se deterioró aún más debido a los grandes déficits heredados de las tres compañías originales, su débil red de rutas locales, la inauguración del Shinkansen Tokaido en 1964 y la disminución de la demanda de vuelos provocada por una serie de accidentes aéreos en Japón en 1966. El 27 de diciembre de 1965, se emitió una recomendación y el 20 de mayo de 1966 el gabinete japonés aprobó una política del Ministerio de Transporte que proponía fusionar Japan Domestic Airlines con Japan Airlines y otra compañía regional en dificultades, Toa Airlines, con All Nippon Airways para ajustar la oferta y demanda del sector. El arrendamiento de los Convair 880 y Boeing 727 a Japan Airlines se llevó a cabo como parte del proceso de integración previsto para completarse en 1971.
Sin embargo, Noboru Goto, presidente de Tokyu Corporation (entonces Tokyo Kyuko Electric Railway), la empresa matriz de Japan Domestic Airlines, quien desde hacía tiempo buscaba usar la aviación como trampolín para expandirse al extranjero, convenció al presidente de Fuji Sash, Yuji Sano, la empresa matriz de Toa Airlines, para realizar una fusión entre ambas compañías, preservando así la existencia de Japan Domestic Airlines. Gracias a la recuperación de la demanda aérea impulsada por el auge económico conocido como el milagro Izanagi, ambas aerolíneas lograron ganancias en el año fiscal de 1969. Como resultado, en 1970 se revisó la decisión del gabinete anterior y se aprobó la fusión de ambas compañías. La empresa superviviente fue Japan Domestic Airlines, y Tokyu adquirió el 27% de las acciones, mientras que Fuji Sash obtuvo el 10%.
Con esta fusión, el panorama aéreo nacional quedó conformado por tres grandes aerolíneas: Japan Airlines, All Nippon Airways y Toa Domestic Airlines (resultante de la fusión). Las maniobras un tanto forzadas de Goto generaron el descontento del Ministerio de Transporte, lo cual afectaría posteriormente la gestión de Toa Domestic Airlines. En 1972, el Ministerio de Transporte implementó una asignación de rutas (conocida como el sistema 45/47) para las tres aerolíneas, y a Toa Domestic Airlines se le asignaron principalmente rutas secundarias nacionales y rutas locales.
Toa Domestic Airlines cambió su nombre a Japan Air System (JAS) y posteriormente a Japan Airlines Japan. Finalmente, el 1 de octubre de 2006, se fusionó con Japan Airlines International (actual Japan Airlines), lo que marcó la desaparición legal de Japan Domestic Airlines.

## Flota
- Boeing 727-100
- Convair 240
- Convair 880
- Douglas DC-3
- Douglas C-47
- de Havilland Heron
- NAMC YS-11
- Nord 262

## Accidentes e incidentes
- El 29 de mayo de 1965, un Convair 240 (JA5088) aterrizó en el Aeropuerto de Obihiro con el tren de aterrizaje principal derecho retraído después de que se bloqueara; no hubo víctimas.[4]
- El accidente del Convair 880 de Japan Air Lines de 1966 ocurrió el 26 de agosto de 1966. Era un vuelo de entrenamiento que se estrelló debido a un giro hacia la izquierda inexplicable, matando a los cinco tripulantes. El avión estaba arrendado a Japan Airlines.[5]

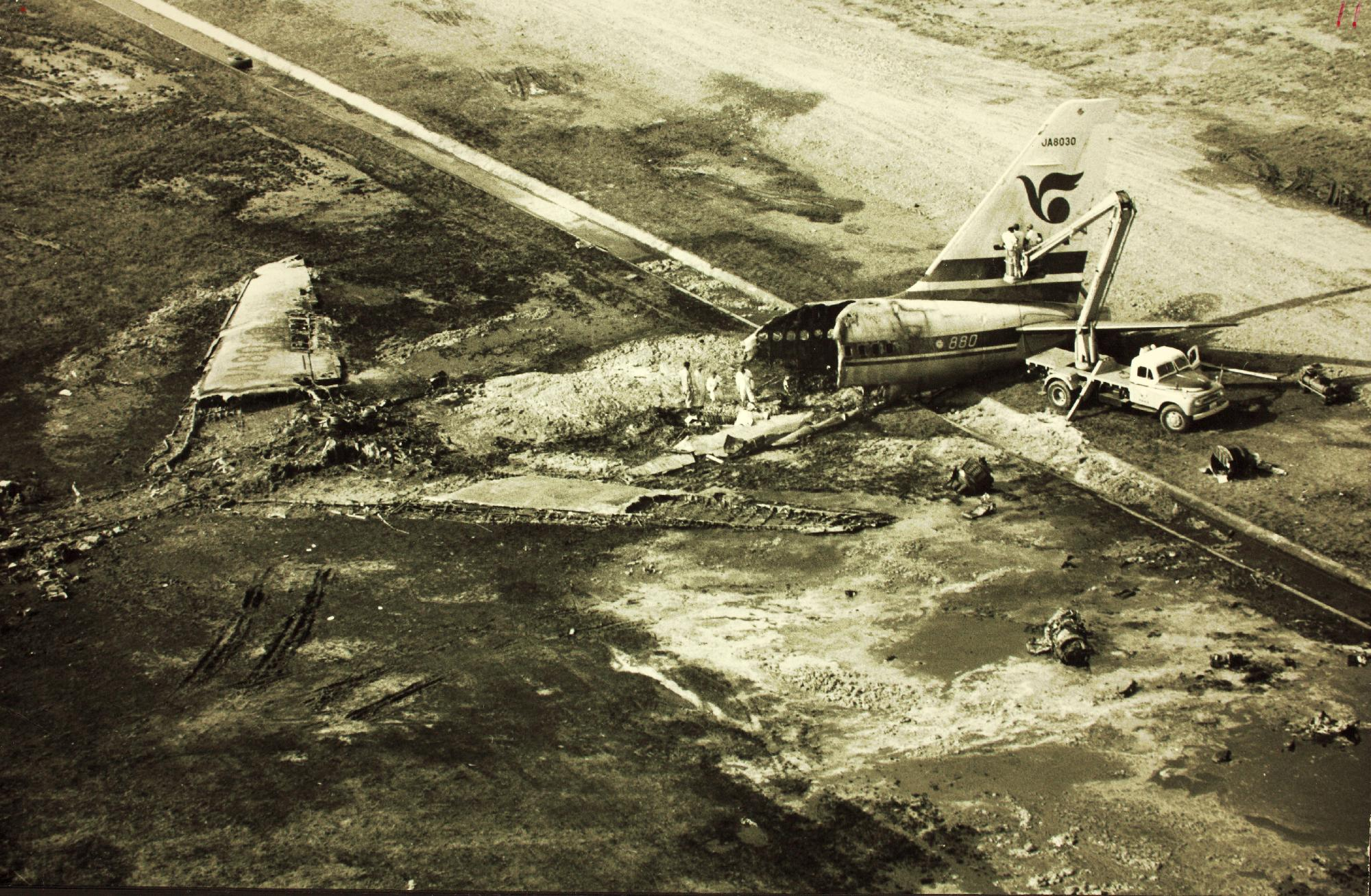
Las secuelas del JA8030.